# Néstor García Veiga

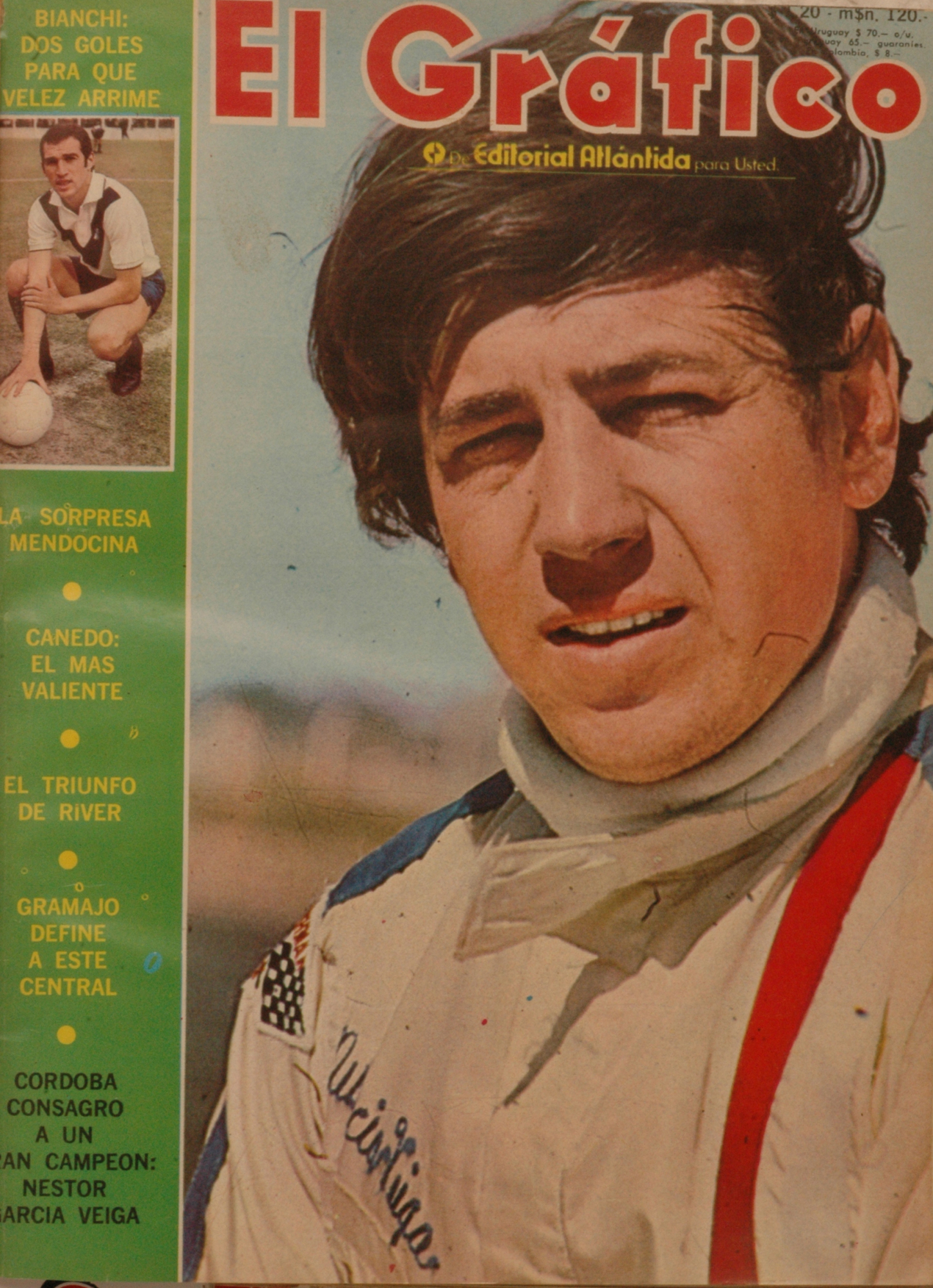
Néstor García Veiga

Néstor García Veiga (Arrecifes, 27 maart 1945) is een autocoureur uit Argentinië. Hij deed onder andere mee aan de 24 uur van Le Mans en de 24 uur van Daytona. Ook schreef hij zich in voor de eerste twee Formule 1-races van 1975 voor het team Berta, maar verscheen in beide races niet aan de start.